# جنگل باتلاقی پوده

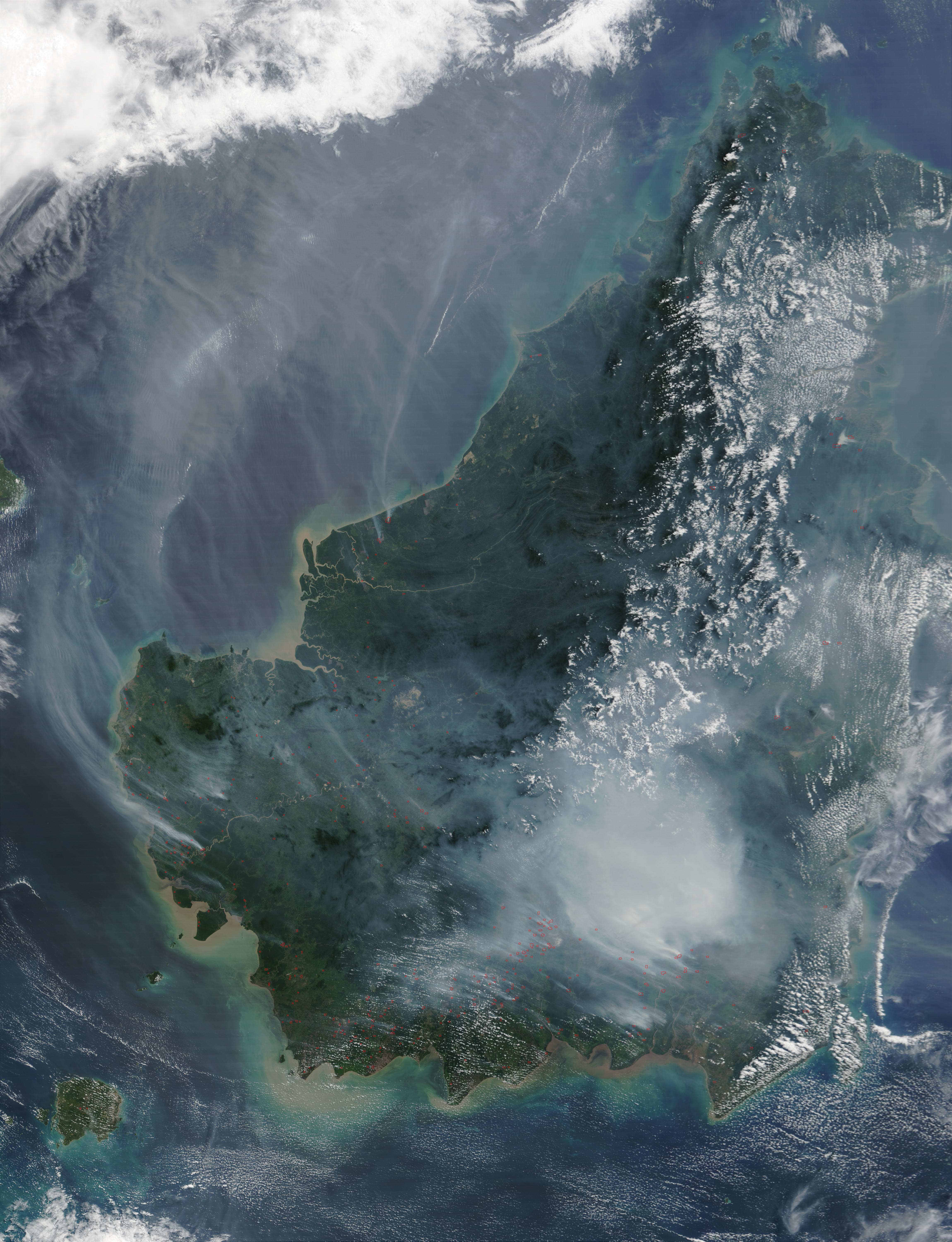
تصویر ماهواره‌ای از جزیره بورنئو در ۱۹ اوت ۲۰۰۲، دود ناشی از سوختن جنگل‌های باتلاق ذغال سنگ نارس را نشان می‌دهد.

جنگل‌های باتلاقی پوده (ذغال سنگ نارس) (به انگلیسی: Peat swamp forest)، جنگل‌های مرطوب گرمسیری هستند که در آن خاک غرقابی مانع از تجزیه کامل برگ‌های مرده و چوب می‌شود. با گذشت زمان، یک لایه ضخیم از ذغال سنگ نارس اسیدی ایجاد می‌کند. مناطق گسترده‌ای از این جنگل‌ها با نرخ‌های بالایی برداشت می‌شوند.
جنگل‌های باتلاقی پوده، معمولاً توسط جنگل‌های بارانی جلگه‌ای در خاک‌های با زه‌کشی بهتر و جنگل‌های مانگرو آب شور یا شور در نزدیکی ساحل دربر گرفته شده‌اند.
جنگل‌های باتلاقی ذغال سنگ نارس گرمسیری میزبان هزاران جانور و گیاه هستند، از جمله بسیاری از گونه‌های کمیاب و در معرض خطر انقراض مانند اورانگوتان و ببر سوماترایی، که زیستگاه‌های آن‌ها توسط جنگل‌زدایی تورب‌زارها در معرض تهدید هستند.

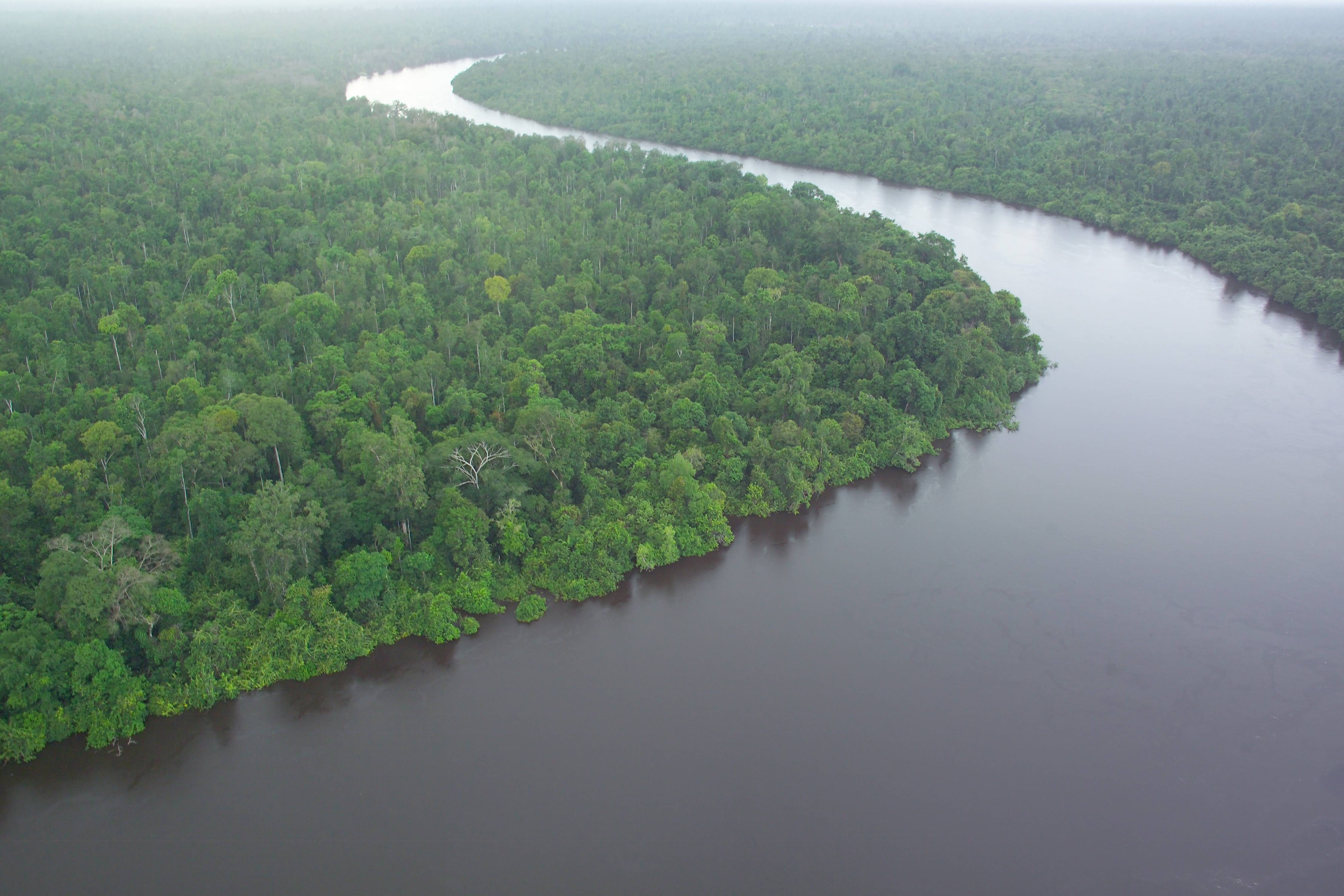
جنگل باتلاقی پوده در بورنئو